# Даймонд, Деби
Деби Даймонд (англ. Debi Diamond, род. 1 мая 1965 г., долина Сан-Фернандо, Калифорния, США) — американская порноактриса и модель ню. Лауреатка премии AVN и XRCO.

## Биография
Снялась в своём первом порнофильме в 1983 году.
В 2007 году вновь появилась на Myspace после почти 12-летнего молчания. В интервью с порножурналистом Джином Россом она сказала, что за время отсутствия она вышла замуж (и уже развелась) и завела троих детей. Также она заявила, что рассматривает возможность снова выступать перед камерой, запускает собственный веб-сайт и впервые за много лет вновь выступит перед камерой.
В декабре 2008 года Даймонд возвращается в порнобизнес. В 2010 году она открывает компанию под названием Debi Diamond Films, специализирующуюся на фемдом-контенте.

## Награды
AVN Awards
- 1993 включена в зал славы AVN[5]
- 1995 Best All-Girl Sex Scene — Film — за The Dinner Party[6]
- 1995 Best All-Girl Sex Scene — Video — за Buttfeeslammers 4[6]
- 1995 Самая скандальная сексуальная сцена — за Depraved Fantasies[6]
- 1995 лучшая сцена группового секса, фильм — за Sex[6]
- 1994 исполнительница года[6]
- 1990 лучшая сцена группового секса, видео — за Gang Bangs II[6]
- 1990 лучшая парная сексуальная сцена, видео — за The Chameleon[6]

F.O.X.E.
- 1995 любимая актриса, выбор фанатов[7]

XRCO Award
- 1994 включена в зал славы XRCO[8]
- 1995 лучшая сексуальная сцена девушка-девушка — за The Dinner Party[9]
- 1994 исполнительница (Body of Work)[9]
- 1993 Unsung Siren[8]
- 1990 лучшая сцена группового секса — за Gang Bangs 2 (с Randy West, Marc Wallice, Blake Palmer и Jesse Eastern)[10]

Прочее
- 2008 — Зал славы Legends of Erotica[11]

## Избранная фильмография
- MILF Lesbians (2009)
- No Man’s Land MILF Edition 3 (2009)
- Girls Only: Janine (2002)
- All Girl Pussy Lickers (2000)
- Temptress (1997)
- American Perverse 1 (1996)
- 1995 : Best of Buttslammers 1
- Violation of Alexandria Dane (1995)
- Violation of Kia (1995)
- Violation of Rachel Love (1995)
- No Man’s Land 11 (1995)
- No Man’s Land 8 (1993)
- All the President’s Women (1994)
- Anal Persuasion (1994)
- 1994 : Buttslammers 7
- 1994 : Buttslammers 6
- 1994 : Buttslammers 5
- 1993 : Buttslammers 4
- 1993 : Buttslammers 3
- Between Her Thighs (1992)
- Cape Rear (1992)
- Diamond Collection Double X 70 (1992)
- The Eternal Idol (1992)
- Gangbang Girl 3 & 4 (1992)
- Squirt 'em Cowgirl (1990)
- Steamy Windows (1990)
- Stiff Magnolias (1990)
- Sunstroke Beach (1990)
- Tailgunners (1990)
- Uncut Diamond (1990)
- Vegas 2: Snake Eyes (1990)
- The Whole Diamond (1990)
- Gang bangs 2 (1989)